# 小栗正信
小栗 正信（おぐり まさのぶ）は、江戸時代の旗本、小栗流の創始者。通称は仁右衛門。諱は信由（のぶよし）とも。

## 来歴
徳川家康の小姓を務めた小栗忠政の次男。柳生新陰流の柳生宗厳に入門した。
家康に小姓として仕え、御膳番を務めた。慶長19年（1614年）、大坂冬の陣に従軍し、佐久間実勝と共に伊達政宗の陣に赴き、旗を巻くようにという仰せを伝えた。翌年の大坂夏の陣では、天王寺・岡山の戦いにおいて敵兵の首を獲っている。元和2年（1616年）、家督を長兄・政信が継いだため、分知550石を武蔵国足立郡にもらって旗本になり、江戸柳生の柳生宗矩に学んだ。また、徳川秀忠の元で小姓組番士となる。寛永10年（1633年）2月7日、上総国長柄郡で200石を加増され、750石を知行する。
関ヶ原の戦いや大坂の陣に出兵した経験から組討の必要性を感じ、駿河鷲之助と和術を編み出した。小栗流は刀術を表、和術を裏としている。
正信の門人に山鹿素行や土佐藩士・朝比奈可長がおり、小栗流は土佐藩にも広まった。後に坂本龍馬も目録伝授されている。
寛文元年（1661年）6月6日に73歳で死去。